# Sina Rauschenbach
Sina Rauschenbach (* 1971 in Berlin) ist eine deutsche Religionswissenschaftlerin.

## Leben
Von 1990 bis 1996 studierte sie Mathematik und Philosophie an der FU Berlin (1996 Diplom in Mathematik, Forschungsaufenthalte in Israel und Spanien). Nach der Promotion 2000 in Philosophie an der Freien Universität Berlin war sie von 2000 bis 2001 Postdoktorandin im Graduiertenkolleg Interkulturelle Kommunikation in kulturwissenschaftlicher Perspektive der Universität des Saarlandes und von 2002 bis 2003 wissenschaftliche Mitarbeiterin am Historischen Institut der Universität des Saarlandes.
Von 2003 bis 2005 forschte sie an der Herzog August Bibliothek Wolfenbüttel, am Institut für Europäische Geschichte in Mainz und am Max-Planck-Institut für Wissenschaftsgeschichte in Berlin. Von 2005 bis 2008 war sie wissenschaftliche Mitarbeiterin am Institut für Geschichte der Universität Halle-Wittenberg mit dem DFG-Projekt Menasse ben Israel. Biographie eines jüdischen Intellektuellen im 17. Jahrhundert. Von 2008 bis 2009 war sie Fellow am Wissenschaftskolleg zu Berlin. Von 2009 bis 2014 war sie wissenschaftliche Mitarbeiterin am Fachbereich Geschichte und Soziologie der Universität Konstanz.
Nach der Habilitation 2010 an der Geisteswissenschaftlichen Sektion in Konstanz, vertrat sie im Herbst 2010 eine Professur an der Universität Bern. Von 2011 bis 2013 war sie Fellow am Kulturwissenschaftlichen Kolleg des Exzellenzclusters der Konstanzer Universität. Seit 2011 ist sie Koordinatorin der Spanisch-Deutschen Arbeitsgespräche zwischen der Fundación Xavier de Salas (Trujillo) und der Herzog August Bibliothek (Wolfenbüttel). Seit April 2014 lehrt sie als Professorin für Religionswissenschaft mit dem Schwerpunkt Jüdisches Denken an der Universität Potsdam. Seit April 2014 ist sie Mitglied im Direktorium des Zentrums Jüdische Studien Berlin-Brandenburg. Im Herbst 2018 war sie Dartmouth German-Harris Distinguished Visiting Professor an der Dartmouth College. Seit Januar 2019 ist sie Sprecherin des Frühneuzeit-Zentrums der Universität Potsdam.
Rauschenbachs Forschungsschwerpunkte sind jüdische und christliche Geschichte im Mittelalter und in der Frühen Neuzeit, Philosophie-, Wissens- und Wissenschaftsgeschichte, Geschichte und Kultur der sefardischen Juden, Juden in den kolonialen Amerikas und in der atlantischen Welt, christliche Hebraica, Antitrinitarier, interkulturelle Kommunikation und Kulturtransferforschung, Postcolonial Studies und Wissen, Handel und Religion. Ihre geographischen Schwerpunkte sind die iberische Halbinsel, die nördlichen Niederlande und das koloniale Amerika.

## Schriften (Auswahl)
- Josef Albo (um 1380–1444). Jüdische Philosophie und christliche Kontroverstheologie in der Frühen Neuzeit. Leiden 2002, ISBN 90-04-12485-3.
- Judentum für Christen. Vermittlung und Selbstbehauptung Menasseh ben Israels in den gelehrten Debatten des 17. Jahrhunderts. Berlin 2012, ISBN 978-3-11-026140-0.
  - Judaism for Christians. Menasseh ben Israel (1604-1657), trans. Corey Twitchell, Lexington Books, 2019, ISBN 978-1498572965.
- als Herausgeberin mit Christian Windler: Reforming Early Modern Monarchies. The Castilian „Arbitristas“ in Comparative European Perspectives. Wiesbaden 2016, ISBN 3-447-10485-6.
- als Herausgeberin mit Jonathan Schorsch: The Sephardic Atlantic. Colonial Histories and Postcolonial Perspectives. Cham 2018, ISBN 978-3-319-99195-5.
- Sina Rauschenbach (Hrsg.): Sefardische Perspektiven / Sephardic Perspectives. Hentrich & Hentrich Verlag, Berlin/Leipzig 2020, ISBN 978-3-95565-336-1 (deutsch, englisch).
- als Herausgeberin: Sephardim and Ashkenazim: Jewish-Jewish Encounters in History and Literature (Europäisch-jüdische Studien – Beiträge, 18, Band 18), De Gruyter Oldenbourg, 2020, ISBN 978-3110695304.